# Uceda (kommun)
Uceda är en kommun i Spanien.   Den ligger i provinsen Provincia de Guadalajara och regionen Kastilien-La Mancha, i den centrala delen av landet, 50 km norr om huvudstaden Madrid. Antalet invånare är 2 642.